# 원화 (그림)
원화(原畵)란 어떤 가공을 하기 전 원본이 되는 그림을 말한다. 분야별로 구체적인 의미는 다르며 그에 대해서는 이하에 서술한다.

## 미술
복제화를 그릴 때, 원본이 되는 그림을 가리킨다. 복제 방법에 따라 사용 결과가 다르게 나타난다.

### 동판화, 석판화
판화에서는 직접 면에 대고 그리게 되며 사용 후 원화는 없어지게 된다.

### 모사, 사진 관련
말 그대로, 눈으로 보면서 손으로 따라 그리거나 촬영해 인쇄하는 것을 말한다. 다른 원화는 선 만을 따라그리는 것을 말하지만 이 경우, 채색까지 완성되는 점이 다르다.

## 만화
만화 분야에서의 원화란, 만화가의 직필 원고를 가리키는 경우가 많으며 원화와 원고는 실질적으로 동의어로 볼 수 있다. 기본적으로는 원고라는 말이 사용되지만, 직필 원고를 전시하는 이벤트 같은 곳에서는, 원화전이란 형태의 말이 쓰인다.

## 같이 보기
- 애니메이션
- 애니메이션 제작자
- 컴퓨터 게임
- 갸루게
- 어덜트 게임